# Antocijanin 3'-O-b-glukoziltransferaza
Antocijanin 3'-O-b-glukoziltransferaza (EC 2.4.1.238, UDP-glukoza:antocijanin 3'-O-glukoziltransferaza, 3'GT) je enzim sa sistematskim imenom UDP-glukoza:antocianin 3'-O-beta--glukoziltransferaza. Ovaj enzim katalizuje sledeću hemijsku reakciju
UDP-glukoza + antocijanin {\displaystyle \rightleftharpoons } UDP + antocijanin 3'-O-beta--glukozid
Ovaj enzim specifično glukoziluje 3'-hidroksi grupu delfinidin 3,5-di-O-beta-D-glukozida i formira delfinidin 3,5,3'-tri-O-beta-D-glukozid kod gorčice (Gentiana triflora).

## Literatura
- Nicholas C. Price; Lewis Stevens (1999). Fundamentals of Enzymology: The Cell and Molecular Biology of Catalytic Proteins (Third изд.). USA: Oxford University Press. ISBN 019850229X.
- Eric J. Toone (2006). Advances in Enzymology and Related Areas of Molecular Biology, Protein Evolution (Volume 75 изд.). Wiley-Interscience. ISBN 0471205036.
- Branden C; Tooze J. Introduction to Protein Structure. New York, NY: Garland Publishing. ISBN 0-8153-2305-0.
- Irwin H. Segel. Enzyme Kinetics: Behavior and Analysis of Rapid Equilibrium and Steady-State Enzyme Systems (Book 44 изд.). Wiley Classics Library. ISBN 0471303097.

## Spoljašnje veze
- Anthocyanin+3'-O-beta-glucosyltransferase на 